# Óptica física

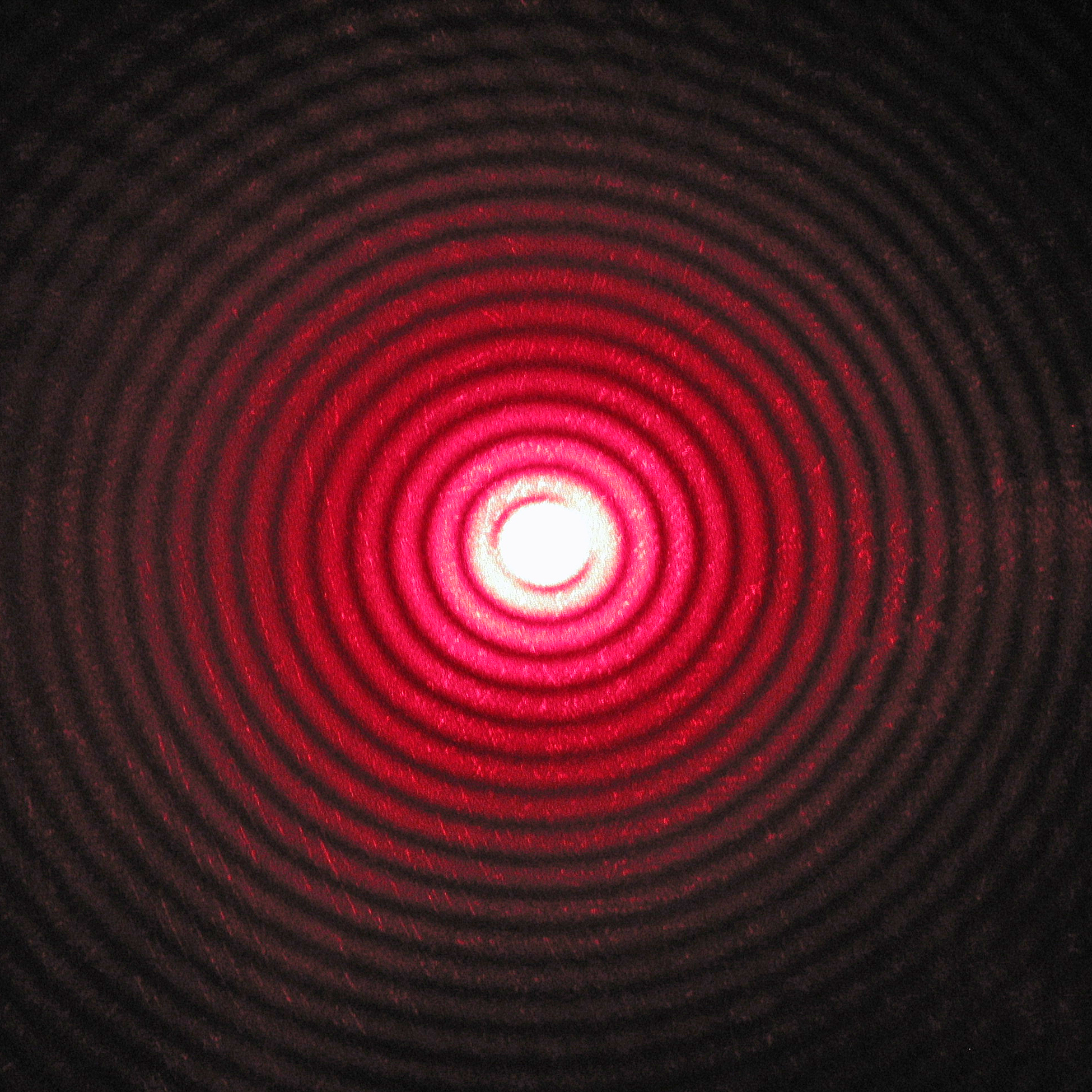
La óptica física se utiliza para explicar efectos tales como la difracción.

En física, la óptica física u óptica ondulatoria es la rama de la óptica que toma la luz como una onda y explica algunos fenómenos que no se podrían explicar tomando la luz como un rayo. Estos fenómenos son:
- Difracción: Es la capacidad de las  ondas para cambiar la dirección alrededor de obstáculos en su trayectoria, esto se debe a la propiedad que tienen las ondas de generar nuevos frentes de onda.

- Polarización: Es la propiedad por la cual uno o más de los múltiples planos en que vibran las ondas de luz se filtra impidiendo su paso.

## Historia

Difracción en la rendija según el Principio de Huygens. Los puntos amarillos muestran los puntos de partida imaginarios de nuevas ondas.

Los inicios de la óptica son las lentes fabricadas por los antiguos egipcios y mesopotámicos. Las primeras lentes conocidas, hechas de cristal pulido, a menudo de cuarzo, datan del año 700 a. C. y se conocen como lentes asirias, como las de Nimrud  Los romanos y los griegos llenaban bolas de vidrio con agua para hacer lentes. Este desarrollo práctico fue acompañado por el desarrollo de teorías sobre la luz y la visión por parte de los antiguos filósofos griegos e indios, así como por el desarrollo de la óptica geométrica en el mundo grecorromano. La palabra óptica proviene del griego antiguo ὀπτική (óptica), que significa "apariencia".
En la filosofía griega prevalecieron dos teorías ópticas opuestas respecto al funcionamiento del sentido de la vista: la “intromisionera” y la “ emisiva ”. Según la primera, la visión proviene de los objetos que liberan sus copias (llamadas eidolas), que el ojo capta. Con muchos defensores, entre ellos Demócrito, Epicuro, Aristóteles y sus seguidores, esta teoría parece tener cierta conexión con las teorías modernas sobre lo que realmente es la visión, pero sigue siendo una mera especulación sin ninguna base experimental.
Platón fue el primero en formular claramente la teoría de la emisión, la idea de que la percepción visual se logra gracias a los rayos emitidos por los ojos. En el Timeo también comentó la paridad de las figuras invertidas en los espejos. Unos 100 años después, Euclides escribió el tratado Óptica, en el que relacionó la visión con la geometría, estableciendo así la óptica geométrica. Basó su trabajo en la teoría de la emisión de Platón. Describió las reglas matemáticas de la perspectiva y describió cualitativamente los efectos de la refracción, aunque cuestionó la afirmación de que un rayo de luz del ojo pudiera iluminar instantáneamente las estrellas cada vez que alguien parpadeara. En su tratado Óptica, Ptolomeo defiende la teoría de la extramisión-intromisión de la visión: los rayos (o flujo) del ojo forman un cono, cuyo vértice está dentro del ojo y su base define el campo de visión. Los rayos eran sensibles y transmitían información sobre la distancia y la orientación de las superficies a la mente del observador. Recapituló gran parte del trabajo de Euclides y fue más allá al describir un método para medir el ángulo de refracción, aunque no logró ver una conexión empírica entre éste y el ángulo de incidencia.
Durante la Edad Media, las ideas griegas sobre la óptica fueron revividas y ampliadas por autores del mundo musulmán de la época. Uno de los primeros fue Al-Kindi (c. 801-873), quien escribió sobre la base de las ideas euclidianas y aristotélicas sobre óptica, favoreciendo la teoría de la emisión porque (en su opinión) podía explicar mejor los fenómenos ópticos. En 984, el matemático persa Ibn-Sahl escribió un tratado Sobre la quema de espejos y lentes, describiendo correctamente una ley de refracción equivalente a la ley de Snell. Utilizó esta ley para calcular las formas óptimas de lentes y espejos esféricos. A principios del siglo XI, Alhazen (Ibn al-Haytham) escribió el Libro de Óptica ( Kitab al-Menazir ), en el que investigó la reflexión y la refracción y propuso un nuevo sistema para explicar la visión y la luz, basado en la observación y la experimentación. Rechazó la teoría de emisión de la óptica ptolemaica y en su lugar propuso la idea de que la luz se refleja rectilíneamente en todas las direcciones desde todos los puntos visibles de un objeto dado y luego entra en el ojo, aunque no pudo explicar cómo el ojo capta los rayos. La obra de Alhazen fue en gran parte ignorada en el mundo árabe, pero fue traducida anónimamente al latín alrededor de 1200 y fue ampliado aún más por el monje polaco Witelo, convirtiéndolo en el libro de texto estándar sobre óptica en Europa durante los siguientes 400 años.
Ya en el siglo XVII se reconoció que la interpretación clásica de la luz como un haz de rayos rectos era incompleta. La difracción y la interferencia no se pueden explicar de esta manera. Christiaan Huygens observó hacia 1650 que la propagación de la luz análoga a las ondas del agua explicaría el fenómeno. Formuló su principio de Huygens, según el cual de cada punto de una superficie difractante emanan ondas elementales esféricas que se superponen entre sí y provocan así los efectos de difracción observables. Al principio, Huygens no fue tomado en serio porque la gente favorecía la teoría de los corpúsculos de Isaac Newton. No fue hasta el siglo XIX que la teoría ondulatoria de la luz (también conocida como teoría de la ondulación) fue confirmada por el Experimento de la doble rendija de Thomas Young. Los trabajos de Joseph von Fraunhofer y Augustin Jean Fresnel ampliaron aún más la teoría. Friedrich Magnus Schwerd utilizó la teoría ondulatoria para explicar sus extensos experimentos de difracción. Heinrich Hertz proporcionó evidencia experimental de la teoría electromagnética de la luz en 1888 al demostrar la existencia de ondas electromagnéticas.

## Introducción
Óptica física es también el nombre de una aproximación comúnmente utilizada en óptica, ingeniería eléctrica y física aplicada. En este contexto, es un método intermedio entre la óptica geométrica, que ignora los efectos de las ondas , y el electromagnetismo de onda completa, que es una teoría precisa. El adjetivo «física» significa que es más física que la óptica geométrica o de rayos y no que sea una teoría física exacta.: 11–13 
Esta aproximación consiste en utilizar la óptica de rayos para estimar el campo en una superficie y luego integrar ese campo sobre la superficie para calcular el campo transmitido o disperso. Esto se asemeja a la aproximación de Born, en el sentido de que los detalles del problema se tratan como una perturbación.
En óptica, es una forma estándar de estimar los efectos de difracción. En radio, esta aproximación se usa para estimar algunos efectos que se asemejan a los efectos ópticos. Modela varios efectos de interferencia, difracción y polarización, pero no la dependencia de la difracción con la polarización. Dado que se trata de una aproximación de alta frecuencia, suele ser más precisa en óptica que en radio.
En óptica, normalmente consiste en integrar un campo estimado por rayos sobre una lente, espejo o apertura para calcular el campo transmitido o disperso.
En la dispersión de radar, generalmente significa tomar la corriente que se encontraría en un plano tangente de material similar a la corriente en cada punto del frente, es decir, la parte geométricamente iluminada, de un dispersor. La corriente en las partes sombreadas se toma como cero. El campo disperso aproximado se obtiene luego mediante una integral sobre estas corrientes aproximadas. Esto es útil para cuerpos con grandes formas convexas suaves y para superficies con pérdida (baja reflexión).
El campo o la corriente de la óptica de rayos generalmente no son precisos cerca de los bordes o los límites de las sombras, a menos que se complementen con cálculos de difracción y ondas progresivas .
La teoría estándar de la óptica física tiene algunos defectos en la evaluación de los campos dispersos, lo que conduce a una disminución de la precisión fuera de la dirección especular. Una teoría mejorada introducida en 2004 ofrece soluciones exactas a problemas relacionados con la difracción de ondas mediante dispersores conductores.

## Conceptos básicos
Al observar la interacción de la luz con la materia, se han observado diversos efectos que ya no pueden explicarse mediante la óptica geométrica. Así, detrás de las aberturas -así como detrás de los bordes en general- se forman rayas brillantes con intensidad decreciente en la zona de sombra cuando pasan rayos de luz paralelos (fuente de luz suficientemente distante o puntual). La luz se difracta. En el caso de rendijas múltiples con distancias entre rendijas del orden de magnitud de la longitud de onda de la luz utilizada, se producen superposiciones de las ondas parciales difractadas en los bordes individuales. Estas ondas parciales interfieren entre sí. En el caso de longitudes de onda muy cortas o de objetos muy grandes, la difracción de la luz es despreciable y se utilizan las leyes de la óptica de rayos (= óptica geométrica). En óptica ondulatoria, la luz se describe mediante una onda transversal con longitud de onda, amplitud y fase. Cada onda se representa matemáticamente como una solución de una ecuación de onda:
{\displaystyle \Delta u({\vec {r}},t)={\frac {1}{c^{2}}}{\frac {\partial ^{2}u({\vec {r}},t)}{\partial t^{2}}}}
Donde {\displaystyle \Delta } es el operador de Laplace, c es la velocidad de la luz y u es la función de onda que depende de la localización {\displaystyle {\vec {r}}} y del tiempo t. La función de onda puede ser escalar o vectorial. La descripción vectorial de la luz es necesaria si interviene la polarización. En caso contrario, la descripción escalar es la más sencilla.

### Transición a la óptica geométrica
La ecuación de ondas es equivalente a la ecuación de Helmholtz, ya que ambas se relacionan a través de la transformada de Fourier en tiempo {\displaystyle t} o frecuencia {\displaystyle \omega }:
{\displaystyle \left(\Delta +{\frac {\omega ^{2}}{c^{2}}}\right){\hat {u}}({\vec {r}},\omega )=0}.
Aquí {\displaystyle {\hat {u}}({\vec {r}},\omega )} es la transformada de Fourier de {\displaystyle u({\vec {r}},t)}. Si se introduce el número de onda {\displaystyle k=\omega /c}, se obtiene la ecuación de Helmholtz.
{\displaystyle \left(\Delta +k^{2}\right){\hat {u}}({\vec {r}},k)=0}.
La solución a esta ecuación viene dada por la aproximación.
{\displaystyle u({\vec {r}},k)=a({\vec {r}})e^{ikS({\vec {r}})},}
bajo la aproximación de que la amplitud {\displaystyle a({\vec {r}})} es sólo lentamente variable, es decir, puede considerarse constante a lo largo de una distancia del orden de la longitud de onda {\displaystyle \lambda ={\frac {2\pi }{k}}}.
Las áreas {\displaystyle kS({\vec {r}})=\mathrm {const} } determinan las áreas de igual fase (= frentes de onda). Para {\displaystyle S({\vec {r}})=x}, por ejemplo, resultaría una onda plana. El campo de gradiente {\displaystyle \nabla S({\vec {r}})} da la dirección de propagación de los puntos individuales del frente de onda. En el ejemplo de la onda plana, el campo gradiente es {\displaystyle \nabla x=(1,0,0)^{T}} y los frentes de onda se propagan en la dirección x. Cerca de un punto {\displaystyle {\vec {r}}_{0}}, cualquier onda descrita por la solución anterior, puede entenderse como una onda plana con número de onda {\displaystyle k_{0}=k/n({\vec {r}}_{0})} (índice de refracción {\displaystyle n({\vec {r}}_{0})} en este punto) y dirección de propagación {\displaystyle {\hat {\vec {k}}}\propto \nabla S({\vec {r}})|_{{\vec {r}}_{0}}} , {\displaystyle S({\vec {r}})} se denomina Eikonal y es una función importante en óptica geométrica, porque determina el vector de ondas local de la onda (dirección de propagación por número de onda). Las trayectorias de los rayos en óptica geométrica son idénticas a los vectores de onda locales.
Usando la aproximación dada, la ecuación de la eikonal se puede obtener insertando el enfoque en la ecuación de Helmholtz:
{\displaystyle (\nabla S({\vec {r}}))^{2}=n^{2}({\vec {r}})}.
Esta ecuación establece que el índice de refracción {\displaystyle n} determina la fase de la onda y constituye la base formal de la óptica geométrica:
- La aproximación de que la amplitud de la onda no varía mucho en el orden de la longitud de onda es consistente con la afirmación habitual de que la óptica geométrica es válida siempre que los objetos que se dispersan sean mucho más grandes que la longitud de onda de la luz.
- El índice de refracción local determina el campo de gradiente de la fase y, por lo tanto, la dirección de propagación local y el número de onda de la onda.

### Color e intensidad
El color de la luz corresponde a su longitud de onda. La luz monocromática tiene una sola longitud de onda, mientras que la luz blanca es una superposición de muchas ondas de diferentes longitudes de onda. En realidad, la frecuencia de la onda luminosa es crucial para el color. La longitud de onda depende de la velocidad de propagación y por tanto del medio en el que se propaga la luz. Las afirmaciones habituales sobre el color de la luz en relación con su longitud de onda suponen que se propaga en el vacío. En el aire, la velocidad de propagación es sólo ligeramente menor que la velocidad de la luz en el vacío, de modo que la longitud de onda de una determinada frecuencia en el aire sólo difiere ligeramente de la del vacío. La intensidad de la luz es proporcional al cuadrado de la amplitud de esta onda, promediada en el tiempo.